# Long Away
Long Away is een nummer van de Engelse rockband Queen, het is het derde nummer van de eerste kant van hun album A Day at the Races. Brian May schreef het nummer en is de hoofdzanger. Het is een van de weinige nummers waarin May een andere gitaar gebruikt dan zijn Red Special, voor het ritme gebruikte hij een elektrische Burns 12-snarige gitaar (alhoewel hij de Red Special gebruikt voor de tweede gitaarsolo).